# Móðguðr
Nella mitologia norrena, Móðguðr (spesso erroneamente anglicizzata Modgudr o Modgud, "furia guerriera") è la fanciulla posta a guardia del ponte d'oro Gjallarbrú, che scavalca il fiume Gjöll, e conduce nel regno di Hel.
Quando Hermóðr cavalcò fino al regno di Hel in cerca di Baldr, Moðguðr lo apostrofò, facendo notare che il suo passo faceva tremare il ponte quanto quello di cinque intere schiere di morti. Tuttavia, non ne fermò il passaggio, indirizzandolo invece "verso il basso e verso Nord" in direzione del regno di Hel.